# Christina Hesselholdt
Christina Hesselholdt (geboren 19. Dezember 1962 in Kopenhagen) ist eine dänische Schriftstellerin.

## Leben
Christina Hesselholdt studierte Literatur und absolvierte 1990 eine zweijährige Ausbildung in literarischem Schreiben an der Forfatterskolen in Kopenhagen. Sie schreibt Bücher für Kinder und für Erwachsene. Ihr erster Roman erschien 1991, sie hat bis 2020 fünfzehn Romane und Erzählungen veröffentlicht. Sie erhielt unter anderem den Beatrice-Preis (2007), den Kritikerprisen (2010) und den Det Danske Akademis Store Pris (2018). Ihr 2016 erschienener Roman Vivian über die Fotografin Vivian Maier erhielt 2017 den DR Romanpreis, er stand auf der Longlist für den Læsernes bogpris und wurde im selben Jahr für den Nordisk Råds Litteraturpris nominiert.

## Werke (Auswahl)
- Køkkenet, gravkammeret & landskabet, Rosinante 1991
- Det skjulte, Rosinante 1993
- Eks, Munksgaard / Rosinante 1995
- Udsigten, Munksgaard / Rosinante 1995
- Hovedstolen, Munksgaard / Rosinante 1998
- Die Fiktionen einer Kindheit, in: Muschelhaufen. Jahresschrift für Literatur und Grafik. Nr. 39/40, 2000
- Kraniekassen, Rosinante 2001
- Du, mit du, Rosinante 2003
- En have uden ende, Rosinante 2005
- I familiens skød, Rosinante 2007
- Camilla and the horse, Rosinante 2008
- Camilla – og resten af selskabet : en fortællerkreds, Rosinante 2010
- Selskabet gør op, Rosinante 2012
  - Gefährten. Übersetzung Ursel Allenstein. München : Hanser, 2018
- Agterudsejlet, Rosinante 2014
- Lykkelige familier, Rosinante 2014
- Vivian, Rosinante 2016
  - Vivian. Übersetzung Ursel Allenstein. München : Hanser, 2020

Kinderliteratur
- Prinsessen på sandslottet, Høst 1998
- Brandmanden fra før, Høst 1999
- Hjørnet der gik sin vej, Rosinante 2000
- Prinsessen i sommerhuset, Høst 2001
- Onde onkel snegleæder, Høst 2003
- Prinsesse og de halve slotte, Høst 2006
- Den grådige skarv, Høst 2007
- Det gale kattehus, Høst 2007
- Værelse uden nøgle, Dansklærerforeningen 2008
- Prinsessen på sandslottet og andre historier, Høst 2008
- Hr. Andrés vanvidsnat, Høst 2009
- Grotten, Dansklærerforeningen 2010